# Nestandardní režimy v paraglidingu
K přechodu do jiného než standardního režimu letu (viz článek paragliding) může u padákového kluzáku dojít z několika důvodů. Jednak se může jednat o kolaps v turbulencích. Za další se prakticky do jakéhokoliv nestandardního režimu lze dostat chybou pilota. Sem patří i případ, že je provedení nebo vybrání některého nestandardního režimu provedeno chybně a v důsledku toho přejde kluzák do jiného nestandardního režimu. Pokud je i ten vybrán nesprávně, může následovat zase jiná „figura“ a takto může kluzák projít sérií nejrůznějších režimů (nechtěná „akrobatická show“), zejména se to může stát u výkonnějších padákových kluzáků. Za třetí může pilot některý nestandardní režim provádět záměrně. Záměrně jsou nestandardní režimy obvykle prováděny za účelem vyklesávání (viz vyklesávací manévry), nemusí to však být jediný důvod. Někdy lze např. použít full-stall pro řešení závleku vrchlíku mezi šňůry. 
Nestandardní režimy letu lze též provádět záměrně za účelem nácviku režimu. To je nutné provádět vždy v dostatečné výšce nad terénem a ve volném prostoru. Samostatný nácvik se zejména začátečníkům nedoporučuje. S některými režimy se pilot seznámí již v základním kursu. Nácvik všech režimů je možné provést ve speciálních SIV kursech. Výcvik se provádí nad vodní hladinou, pilot má nafukovací vestu a na vodě je přítomna záchranná loď. Je výhodné takový kurs se svým křídlem absolvovat. Pilot tak za bezpečných podmínek pozná chování svého křídla v těchto figurách a naučí se automaticky správným způsobem reagovat. Následující výčet podává pouze základní informace a v žádném případě ho nelze chápat jako návod k provádění. Konkrétní chování padákového kluzáku v jednotlivých režimech se může lišit podle toho, o jaký typ kluzáku se jedná, což je o důvod více se s případným nácvikem obrátit na kvalifikovaného instruktora, který má přehled i o odlišnostech v chování jednotlivých padákových kluzáků.

## Přehled nestandardních režimů

### Kolaps vrchlíku
Ke kolapsu vrchlíku obvykle dojde při letu v turbulentních podmínkách, nebo při chybném kroužení ve stoupavém proudu. Naprosté většině kolapsů lze zabránit tzv. aktivní pilotáží, kdy pilot správnými zásahy do řízení případně vykláněním v sedačce koriguje vliv turbulencí na padákový kluzák.
1. Asymetrické zaklopení je způsobené rozdílnými úhly náběhu na polovinách křídla, přičemž na jedné z nich dojde k zaklopení náběžné hrany. Často taková situace nastane, například pokud pilot špatně krouží v silnějším stoupavém proudu a dostane se do situace, kdy se jedna polovina křídla nachází uvnitř a druhá vně stoupavého proudu. Část plochy padáku zůstává „zdravá“ a část se vlivem rozdílných úhlů náběhu zaklopí, což má však za následek nerovnováhu sil v horizontální rovině a tím způsobí zatáčení padáku na tu stranu, na které je zaklopená náběžná hrana. Tomuto je třeba zabránit správnou reakcí a zásahem do řízení, tedy přibrzdit řídicí šňůrou tu stranu, která je zdravá, abychom v případě letu poblíž překážky do ní v nekontrolovatelné zatáčce nenarazili. U výkonnější padákových kluzáků může být ještě nutné k regeneraci normálního tvaru vrchlíku „zapumpovat“ řídící šňůrou na zaklopené straně. Kluzáky pro rekreační létání regenerují svůj tvar po asymetrickém zaklopení samy, pokud pilot nezpanikaří a neudělá něco, co vrchlíku v regeneraci zabrání. Než ovšem křídlo svůj tvar zregeneruje, může dojít ke zmíněné rotaci, proto i u rekreačních kluzáků je nutné při asymetrickém zaklapnutí v malé výšce nebo v blízkosti svahu či překážek provést alespoň zmíněné přibrzdění „zdravé“ strany. Tuto reakci by měl pilot provést zcela automaticky, proto je nácvik asymetrického zaklapnutí zařazen do osnovy základního pilotního kursu. Tendence vrchlíku k zatáčení se však značně liší podle konstrukce kluzáku, některé kluzáky při asymetrickém zaklapnutí téměř nezatáčí. Je tedy vhodné nácvik provést na tom kluzáku, na kterém pilot létá. Nácvik asymetrického zaklapnutí se provádí prudším stažením A-popruhu na jedné straně kluzáku. Je vhodné též nacvičit držené asymetrické zaklapnutí, kdy na zaklapnuté straně držíme A-popruh stažený a na nezaklapnuté straně stáhneme řídící šňůru tak, aby kluzák nezatáčel. Pak lze i mírným uvolněním nebo stažením řízení nacvičit zatáčení na zaklapnutou i nezaklapnutou stranu. Je nutné dát pozor, aby nedošlo k přebrzdění nezaklapnuté strany, to hrozí zejména u výkonnějších kluzáků. Situace, kdy je jedna strana zaklapnutá a druhá přebrzděná, je krajně nebezpečná a v malé výšce je důvodem k použití záchranného (záložního) padáku.
2. Boční zaklopení nastává při běžném letu velmi výjimečně. Příčinou je, pokud se vrchlík dostane do pozice, kdy je vystaven vzdušným proudům o velkém rozdílu vertikálních rychlostí na levé a na pravé straně, mnohem častěji však tato situace vede k běžnému asymetrickému zaklopení. Zatímco u asymetrického zaklopení se zavře především část náběžné hrany a osa, podle které je vrchlík zaklopen v případě většího zaklopení, probíhá šikmo, u bočního zaklopení je osa zaklopení rovnoběžná se směrem letu. V případě většího bočního zaklopení může nastat závlek vrchlíku do šňůr a je nutno jej řešit. Nenastane-li závlek, řeší se boční zaklopení stejně jako asymetrické. Nácvik bočního zaklopení se neprovádí.
3. Čelní zaklopení neboli front-stall se může přihodit za letu v turbulentních podmínkách nebo při předběhnutí padáku před pilota. Snížením úhlu proudu nabíhajícího vzduchu se může zaklopit přední náběžná hrana a tím zamezí vnikání vzduchu do padáku. Malé množství vzduchu se tím vyfoukne z padáku a přední strana se zdeformuje. Zvětší se čelní odpor a tím se vrchlík zpomalí, ale pilot letí setrvačností dále a úhel nabíhajícího proudu vzduchu se tak opět zvýší a čelní strana se rozevře a opět vnikne vzduch do nitra padáku. Tím se však padák dále zpomalí, přičemž pilot pokračuje v dopředném pohybu. Pilot se jakoby zhoupne pod padákem nejprve dopředu a poté zpět jako na houpačce. Pokud by pilot špatně zareagoval zásahem do řízení ve fázi, kdy je vrchlík za pilotem, může tak velmi efektivně zabránit jeho opětovnému rozletění – viz Full-Stall. Špatně načasovaným přibrzděním a uvolněním řídicích šňůr může v extrémním případě dojít i k razantnímu předstřelu vrchlíku před a pod pilota, s následným pádem pilota kolem vrchlíku a zamotáním do nosných šňůr. To však záleží na kategorii padákového kluzáku a za jakých podmínek se vše odehraje. Na kluzáku určeném pro začátečníky a rekreační létání při front-stallu stačí, když pilot uvolní řízení a vrchlík se musí zregenerovat sám. Předstřel po regeneraci vrchlíku je na těchto křídlech nevýrazný a za běžných podmínek není potřeba ho brzdit. Naopak je důležité nechat křídlo získat rychlost. Brzdit je nutné jen ve výjimečných případech, například kdyby vrchlík zrovna vlétal do silného klesavého proudu. Případný další front-stall je však mnohem menší problém, než nechtěné přetažení do fullstallu, takže platí, že pokud pilot nemá jasný důvod předstřel brzdit, je lépe při předstřelu nechat řízení uvolněné až do chvíle, kdy se pilot znova zhoupne pod vrchlík a pak pokračovat v normálním letu. Záměrně je možno front-stall za účelem nácviku vyvolat symetrickým stržením obou A-popruhů.
4. Motýl může vzniknout jako následek front-stallu, pokud se nezavře celá náběžná hrana, ale pouze její střední část. Zatímco střed kluzáku je zavřený, okraje pokračují v dopředném pohybu. Plocha kluzáku se uprostřed zalomí a uši se přibližují k sobě. V extrémním případě se uši dotknou – „tlesknou si“. Náchylnost kluzáku ke vzniku motýla roste s jeho štíhlostí. Řešením je rychlé krátkodobé stažení obou řídících šňůr. Je vhodné provést to okamžitě, jakmile pilot zpozoruje, že motýl vzniká. Uši se rozevřou a kluzák po předstřelu pokračuje v letu. Záměrně lze motýla navodit současným stahováním obou středních A-šňůr.

### Vyklesávací manévry
Vyklesávací manévry slouží ke zvýšení opadání. Lze je využít, pokud chce pilot z nějakého důvodu přistát (např. doletěl do cíle závodu, uzavřel plánovanou trať, potřebuje na WC), ale má nadbytek výšky. Vyklesávací manévry se však nevyužívají v posledních fázích přistání, kdy má pilot výšky jen málo a nemusí být tedy dostatek času na vybrání figury. S rezervou výšky je vždy nutné počítat i pro případ, že by se pilot při vybrání figury dopustil chyby. Vyklesávací manévry se též užívají, pokud je padákový kluzák intenzivním stoupavým proudem nasáván do oblaku, manévr je pochopitelně vhodné provést ještě před nastoupáním do oblaku. Dalším důvodem k rychlému vyklesání může být náhlé zhoršení počasí, zejména nástup bouřek.
1. Zaklopení uší je jednoduchou figurou a nacvičuje se již v základním kursu. Manévr se provede stažením nejkrajnějších šňůr z řady A, tím se zaklopí okraje přední náběžné hrany a zamezí se tím vnikání vzduchu do krajních částí padáku. Krajní části padáku (uši) se tak deformují a „sbalí se“, tím se zmenší plocha padáku. Díky většímu čelnímu odporu se sníží dopředná rychlost a díky zmenšené ploše se zvýší opadání padáku. Krajní A-šňůry se během manévru stále drží stažené, po jejich vypuštění se padák opět začne nafukovat a jeho tvar se zregeneruje během několika sekund. U některých, obvykle výkonnějších padákových kluzáků je po vypuštění A-šňůr třeba k regeneraci normálního tvaru vrchlíku ještě několikeré symetrické krátké stažení („pumpování“) řídících šňůr. Dále pak lze bez problémů pokračovat v letu. Během provádění uší má padákový kluzák stále určitou dopřednou rychlost (byť je menší) a lze s ním zatáčet pomocí vyklánění v sedačce. Pilot tak nejen vyklesává, ale může se současně dopředným pohybem pohybovat tam, kam chce nebo potřebuje. Dopřednou rychlost a opadání lze během provádění uší zvýšit sešlápnutím speed-systému. Při tom je nutné nejprve zaklopit uši a pak sešlápnout speed a při ukončení manévru naopak nejprve uvolnit speed a poté ukončit zaklopení uší. Některé starší příručky doporučovaly použít stažení uší pro zvýšení stability vrchlíku v turbulencích. Není k tomu však žádný důvod. Pokud pilot létá v podmínkách, kdy není schopen ovládat svůj kluzák, neměl vůbec startovat. Při stažení uší jsou sice pohyby sedačky menší, "méně to houpe", to však vytváří pouze pocit falešného bezpečí. Kluzák je při stažených uších hůře ovladatelný a kvůli menší dopředné rychlosti navíc náchylnější k přechodu do deep-stallu.
2. Velké zaklopení uší je obdoba předchozího s tím rozdílem, že se stahuje dvojice nejkrajnějších šňůr. Tím se „sbalí“ větší plocha padáku a výsledkem je ještě rychlejší opadání. Padák se stejným způsobem zregeneruje. Stejně jako „malé uši“, lze velké zaklopení uší kombinovat se speedem.
3. B-Stall je dnes již spíše historickou záležitostí. Tento manévr umožňuje provést režim obdobný deep stallu (viz níže). Stažením a držením popruhu řady B se zdeformuje vrchlík a zvětší svůj čelní odpor, což má za následek snižování dopředné rychlosti až do úplného zastavení dopředného letu. Kluzák se pohybuje pouze vertikálně směrem k zemi obdobně jako padák. Vyklesávací rychlost se pohybuje v rozmezí 5–8 m/s podle druhu kluzáku a jeho plochy. Po vypuštění popruhů se tvar vrchlíku zregeneruje do původního stavu a padák počne pomalu zvyšovat dopřednou rychlost až do rovnovážného stavu. Pokud se nerozpohybuje, je třeba mírnými tahy za řídicí šňůry padák přinutit k dopřednému pohybu. V konečné fázi vybírání figury padák vždy předletí pilota trochu vpřed. Podstatnou nevýhodou B-stallu ve srovnání se zaklapnutím uší je skutečnost, že při B-stallu se kluzák pouze pohybuje svisle dolů, zatímco při použití uší se navíc pohybuje vpřed. Hodnoty opadání jsou přitom při B-stallu srovnatelné s opadáním při kombinaci velkých uší a speedu. Pokud tedy pilot potřebuje opustit silný stoupavý proud, je výhodnější užít velké uši a speed, než B-stall, při kterém kluzák ve stoupavém proudu sice přestane stoupat, stoupavý proud ovšem neopustí. Někteří výrobci padákových kluzáků navíc B-stall na jejich kluzácích zakazují z důvodu lámání žeber kluzáku.
4. Spirála je nejúčinnější vyklesávací manévr. Dostaneme se do ní intenzivním brzděním jedné strany padáku. Před provedením manévru je třeba mít dostatečnou rychlost, aby se padák nedostal do negativní zatáčky (viz dále), proto je vhodné před započetím spirály padákový kluzák úplně odbrzdit. Razantním, ale plynulým přibrzděním se provede ostrá zatáčka a padák se nakloní díky odstředivé síle, která působí na pilota. Tím, jak se přibrzďuje stále jedna strana a padák je hodně nakloněn, začne se pohybovat tak, aby dosáhl rovnovážného stavu a přejde do pohybu, kdy padák i pilot směřují přímo k zemi a přitom se otáčí kolem podélné osy padáku. Některým padákovým kluzákům je dobré k přechodu do spirály „pomoci“ náklonem v sedačce. Ve spirále dosahuje úhlová rychlost padáku s pilotem až 1 ot/s a tím na pilota působí velká odstředivá síla, a pocit lze přirovnat k pocitu při pohybu na centrifuze. Pomalým vypouštěním řídicí šňůry padák přejde do normálního režimu. Někdy se ovšem kluzák v ostřejší spirále „zakousne“ a neopustí ji ani po odbrzdění a může se to stát i u kluzáků nižších tříd. V tomto případě pomůže vyklonění na vnější stranu rotace nebo citlivé přitažení řídící šňůry na vnější straně. Po opuštění spirály mívá kluzák velkou dopřednou rychlost, která může způsobit předběhnutí pilota před vrchlík a po následném zhoupnutí za vrchlík a tím zvýšit riziko čelního zaklopení. Proto lze při tomto vylétnutí ze spirály pokračovat v ostré zatáčce na stejnou stranu jako spirála a postupně ji zmenšovat, nebo lze provést změnu smyslu otáčení a vylétnout ze spirály do opačné zatáčky a opět zvyšovat poloměr zatáčky až k dosažení přímého letu. Spirálu s extrémně vysokým opadáním až 30 m/s lze provést na uších. V tomto případě se k uvedení i vyvedení kluzáku do spirály neužívají řídící šňůry, ale pouze náklon v sedačce.

### Přetažení/přebrzdění
Pokud pilot nelétá na minimální rychlosti, nebo netočí velmi utaženou zatáčku, nemůže k přetažení dojít žádnými vnějšími okolnostmi. Nechtěné přetažení, ať úplné nebo asymetrické lze tedy vždy považovat za pilotní chybu. Při letu je vždy nutno mít na paměti, že při brzdění na hranici přetažení se vždy pohybujeme na ostří nože. Na SIV kursech se proto krom nácviku obou režimů přetažení též cvičí, kde přesně má konkrétní kluzák hranici přetažení, aby si pilot byl této hranice vždy vědom.
1. Full-Stall (úplné odtržení proudu vzduchu) je asi jeden z nejnáročnějších a nejnebezpečnějších manévrů. Provádí se stažením řídicích šňůr až do krajní polohy, tím se brzdí padák a pilot dále drží řídicí šňůry stažené, dokud nedosáhne minimální rychlosti. Při minimální rychlosti se díky kritickému úhlu náběhu odtrhává proud vzduchu od křídla, a protože padákový kluzák nemá tuhou konstrukci, počne se vrchlík deformovat. Pilot nadále drží řídicí šňůry stažené na maximum a padák se bortí za něj. Nejprve se bortí kraje křídla směrem dozadu a pak se celý vrchlík sbalí do tvaru písmene „U“ a pilot se propadne pod něj. V této fázi pádu působí vrchlík relativně malý odpor vůči proudícímu vzduchu a pilot padá velkou rychlostí k zemi. Z této situace se lze dostat opětovným pomalým vypouštěním řídicích šňůr. Díky vhodné konstrukci vstupních otvorů v náběžné hraně se vrchlík začne naplňovat vzduchem a zpravidla zregeneruje svůj tvar. V konečné fázi vrchlík předběhne pilota. Předstřel je výraznější než po front-stallu nebo B-stallu, ale i zde platí, že na rekreačních křídlech se za normálních podmínek předstřel brzdit nemá.
2. Negativní zatáčka (asymetrické odtržení proudu vzduchu) je další manévr, který se běžně neprovádí. Záměrně jej lze provést při utažené zatáčce na minimální rychlosti. Nechtěně dochází k přechodu do negativní zatáčky pouze v důsledku chybné pilotáže, obvykle buď při snaze ustředit úzký stoupavý proud, nebo ve snaze vyhnout se na poslední chvíli překážce v letu. V obou případech je příčinou přílišné brzdění jedné strany křídla. U letounů se obdobný režim nazývá vývrtka. Díky rozdílným rychlostem obtékání profilu na obou polovinách křídla se na jedné straně odtrhne proud vzduchu a ta se počne propadat. Druhá strana křídla je stále naplňována vzduchem, který pomáhá držet tvar vrchlíku. Strana s odtrženým proudem vzduchu se pohybuje dozadu a strana druhá dopředu. Padák padá k zemi v rotaci a pilot má nepříjemný pocit rotace pozadu. Tento režim letu je velmi nebezpečný a je nutné provést zásah do řízení, aby pilot převedl pád do normálního režimu letu. Obecný návod na řešení negativní zatáčky neexistuje. Jednou možností je převést padák do Full-Stall režimu stažením obou řídicích šňůr a poté přejít z režimu Full-Stall do normálního letu. Druhou možností je brzdění zdravé strany a mírné „pumpování“ řídicí šňůrou tak, aby se vytvořila nerovnováha sil, která by nutila vrátit vrchlík do rovnovážného stavu a převést tím padák do normálního režimu letu. Při přechodu do negativní zatáčky se však též může stát, že se vrchlík protočí nad pilotem (i několikrát) a na šňůrách se vytvoří jeden či více závitů. Této situaci se říká twist a je krajně nepříjemná, neboť řídící šňůry jsou staženy s ostatními často silou, kterou se nedaří překonat a kluzák je tím pádem neřiditelný. Pokud se to stane v malé výšce nad terénem, bývá jediným řešením použít záložní padák. Nejlépe je zacházet s křídlem tak, aby k přechodu do negativní zatáčky nedošlo. Pokud totiž pilot příliš stahuje řízení na jedné straně, je před přechodem do negativní zatáčky padákem „varován“ tím, že pojednou se v příslušné řídicí šňůře začne rychle ztrácet tah. Pokud pilot zareaguje a ihned uvolní řízení, k přechodu do negativní zatáčky nedojde.
3. Deep-stall nebo též sack-flug je režim obdobný letu na padáku. V tomto režimu nemá padák žádnou dopřednou rychlost, na rozdíl od full-stallu však nezbortí svůj tvar. Že je kluzák v deep-stallu, lze jasně rozpoznat podle toho, že pilotovi nefouká do obličeje a neslyší aerodynamický šum. Moderní kluzáky je obtížné do deep-stallu uvést a rovněž tento režim samovolně opouštějí. Při běžném letu může chybou pilota ke krátkodobému přechodu do deep-stallu dojít například tehdy, pokud po nalétnutí do stoupavého proudu vrchlík ustoupí vzad, pilot se lekne následného předstřelu a "podaří" se mu vrchlík zabrzdit přesně ve chvíli, kdy ho má nad hlavou. Obdobná situace nastane, pokud pilot neumožní vrchlíku předstřel a zabrzdí ho po některém z kolapsů. Ve všech případech, pokud pilot zpozoruje nechtěný deep-stall, měl by okamžitě uvolnit řízení a moderní padákový kluzák by se měl s mírným předstřelem okamžitě rozletět. Pokud by se kluzák snad nerozletěl, doporučuje se dlaněmi symetricky zatlačit na A-popruhy nebo sešlápnout speed. Pokud pilot zmíněný předstřel zabrzdí, padák v deep-stallu zůstane. Větší zabrzdění způsobí přechod do full-stallu. Záměrně lze deep-stall navodit periodickým zabrzďováním ke hranici přetažení, což se využívá při některých akrobatických manévrech. Na SIV kursech se deep-stall standardně nenacvičuje.

### Závlek vrchlíku ve šňůrách a twist
Nejde sice vysloveně o režimy letu, přesto je vhodné se o těchto situacích v souvislosti s nestandardními režimy zmínit, neboť pokud některá z těchto situací nastane, bývá to v souvislosti s nějakým jiným nestandardním režimem. Obě situace jsou vysoce nepříjemné, neboť je při nich řiditelnost kluzáku značně omezena, případně nemusí být kluzák řiditelný vůbec. Vznik některé z těchto situací v malé výšce nad terénem bývá důvodem k použití záchranného (záložního) padáku. Závlek a twist se samostatně nenacvičují, přesto pilota velmi často na SIV kursech z níže uvedených důvodů potkají.
1. Závlek vrchlíku ve šňůrách, často se používá elipsa závlek, slangové označení situace je kravata. Jde o situaci, kdy je vrchlík nebo jeho část provlečená mezi šňůry. Obvykle jde o následek masivního asymetrického zaklapnutí, může však vzniknout i jako důsledek chybného provedení nebo chybného vybrání jiného nestandardního režimu. Nutno dodat, že některé kluzáky (týká se to jen výkonnějších modelů) mohou při nebo po nějakém jiném konkrétním nestandardním režimu tvořit závleky samy od sebe. Protože je závlek obvykle asymetrický, je v první řadě nutné zabránit kluzáku přechodu do rotace brzděním „zdravé“ nebo méně zborcené strany kluzáku. Pak může pilot zkusit zavlečenou část vrchlíku trpělivě vytahovat krajní B-šňůrou, které se říká stabilo. Někdy je vhodnější užít jiné šňůry, to záleží na kluzáku a situaci a konkrétní návod nelze podat. Má-li pilot dostatek výšky, zkušeností a sebedůvěry, může situaci řešit provedením full-stallu. Některé kluzáky však po full-stallu obtížně regenerují a závlek může naopak v souvislosti s full-stallem vzniknout. Při řešení závleku je tedy nutné se rozhodovat na základě zkušeností, výšky nad terénem i znalostí konkrétního kluzáku. Daří-li se kluzák alespoň částečně řídit a je-li při tom "zdravá" alespoň polovina nosné plochy a při tom se nedaří závlek „rozchodit“, bývá nejlepší pokusit se s takovým kluzákem přistát. Pokud je výšky málo a kluzák se závlekem se nedaří řídit, nezbývá než použít záchranný (záložní) padák.
2. Twist je neméně nepříjemná situace. Zde je vrchlík protočen oproti sedačce a tím vzniká na šňůrách závit, může jich být i více. Protože řídící šňůry jsou staženy s ostatními, lze ve vzácném případě řídící šňůry pouze stahovat, obvykle je však síla stažení taková, že se ji nedaří překonat a kluzák je v tu chvíli neřiditelný. Někdy twist vznikne tak, že při křížovém startu se pilot otočí na opačnou stranu, než má (prakticky se to stává jen začátečníkům). Pokud je ale start jinak proveden správně, kluzák normálně odletí přímým směrem od kopce a stačí, pokud pilot nezpanikaří a twist se rozmotá během krátké doby sám. Rozmotání může pilot pomoci, ale musí dát pozor na to, aby točil správným směrem a nezamotal se ještě více. Twist dále může vzniknout z řady dalších důvodů, zejména po větším asymetrickém zaklapnutí, při razantně provedené negativní zatáčce nebo při asymetrickém vybrání full-stallu či B-stallu. Vzniku twistu napomáhá, pokud pilot užívá postroj pro pozici v leže („lehačku“). Pokud je náhodou řízení staženo symetricky, není problém - stačí twist rozmotat a pokračovat v letu. Obvykle je však řízení na jedné straně staženo více a následuje rychlý přechod do spirály, negativní zatáčky nebo jiného nestandardního režimu, kdy kluzák rotuje. Řešení vyžaduje dostatek výšky, je obvykle nutné nejprve rozmotat twist a poté vybrat příslušný režim. Je-li výšky málo a kluzák rotuje a je v twistu, je jediným řešením záchranný (záložní) padák.

## SIV kurzy
(SIV – nácvik nestandardních letových režimů na paraglidu – z francouzského Simulation d’Incident en Vol). Tyto kursy se též často označují jako „kurs nestandardních režimů“. V minulosti se často užívalo označení „kurs řešení krizových situací“, odtud pochází slangové pojmenování pro SIV kurs „krizovky“. Jak již bylo zmíněno, kurzy SIV probíhají vždy nad vodou s dostatečnou výškou a zabezpečenou vodní záchranou za pomoci rychlého člunu, navíc každý pilot musí mít plně automatický (pro případ ztráty vědomí) nafukovací záchranný systém (vestu) pro případ, že do vody přistane ať na křídle nebo záložním padáku. Dalším pilotovým vybavením je vysílačka, prostřednictvím které dostává od svého instruktora ze země pokyny k provedení jednotlivých manévrů a rady v jejich průběhu, případně pokyny při ztrátě kontroly nad křídlem, pokud se ani pak pilotovi nepovede nad křídlem kontrolu získat, je vybaven i záložním padákem. Při kurzech SIV se vyučuje celkem 6 základních manévrů: uši-zaklopení stabilizátorů, wingover, asymetrické zaklopení vrchlíku, spirála, b-stall, frontální zaklopení náběžné hrany a 7 těžších manévrů, mezi které patří: min. rychlost, zatáčky na minimální rychlosti a s tím spojené negativní zatáčky, krátké asymetrické přetažení, full stall, tail slide (couvání), držená asymetrická zaklopení. Součástí SIV kurzu bývá i cvičné odhození záložního padáku (opět nad vodní hladinou), při kterém si pilot vyzkouší správné odhození záložního padáku a při „letu/pádu“ na záložní padák i sbalení nebo spíš „zneškodnění“ padákového kluzáku tak, aby nezpůsoboval škodlivé kývání. Součástí tohoto cvičení je i krátký pobyt ve vodě.
Instruktoři SIV musí být dle PL3 držiteli kvalifikací C, X-test pilot a instruktor, vhodná je delší praxe v základních kurzech paraglidingu. Je to z důvodu nutnosti předpovídání reakcí nejen padákového kluzáku, ale hlavně pilota. Samozřejmostí je i dlouholetá praxe a vysoký nálet hodin.